# دینه‌کامپ
دینه‌کامپ (به هلندی: Denekamp) یک منطقهٔ مسکونی در هلند است که در دینکل‌لاند واقع شده‌است. دینه‌کامپ ۸٬۶۹۰ نفر جمعیت دارد.